# Nikolaus Rüdinger
Nikolaus Rüdinger (Bingen am Rhein, 25 marzo 1832 – Tutzing, 25 agosto 1896) è stato un anatomista tedesco.

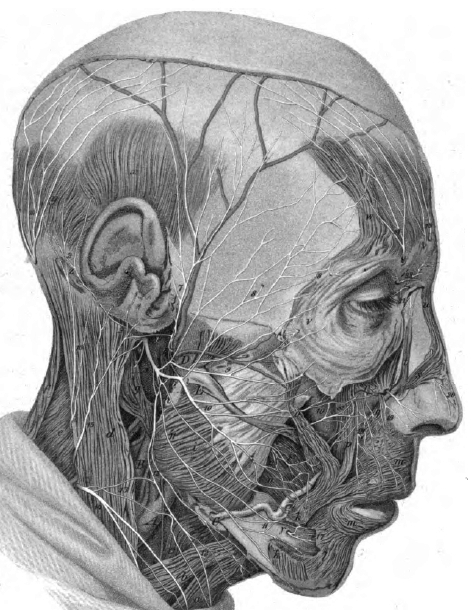
"Der Antlitztheil des nervus facialis" Nervo facciale (VII), visto da destra laterale. Preparazione di Nikolaus Rüdinger (1832-1896). Incisione su acciaio di Arnold Merman (1829-1908), fotografia di Joseph Albert (1825-1886).

Studiò all'Università Ruprecht Karl di Heidelberg e all'Università di Gießen. Nel 1855 lavorò all'Università di Monaco dove nel 1870 fu nominato professore di anatomia e secondo curatore dell'istituto anatomico.
Rüdinger è ritenuto di aver introdotto un nuovo metodo di preservazione dei corpi nella stanza di dissezione. Questa procedura prevedeva l'iniezione di fenolo con glicerina e alcool. In aggiunta è ricordato per utilizzare le fotografie per le diagnosi.